# Philip Szanyiel
Philip Szanyiel (Manosque, 23 dicembre 1960) è un ex cestista e allenatore di pallacanestro francese.

## Carriera
Con la Francia ha disputato i Giochi olimpici di Los Angeles 1984 e quattro edizioni dei Campionati europei (1981, 1983, 1985, 1991).

## Palmarès

### Giocatore
- Campionato francese: 1

ASVEL: 1980-81

### Individuale
- LNB MVP francese: 1

ASVEL: 1982-83